# Giải Bodil
Giải Bodil là giải thưởng điện ảnh của Đan Mạch do Hiệp hội cộng tác viên phim (Filmedarbejderforeningen), một Hiệp hội các ký giả chuyên giới thiệu và phê bình phim của các báo ở Copenhagen lập ra từ năm 1948. Giải được trao hàng năm tại rạp Imperial Cinema ở trung tâm Copenhagen cho nhiều thể loại trong ngành điện ảnh. Đây là một trong các giải thưởng điện ảnh lâu đời nhất châu Âu.
Tên giải được đặt theo tên 2 nữ diễn viên hàng đầu của Đan Mạch là Bodil Kjer và Bodil Ipsen. Tượng nhỏ được làm bằng gốm sứ, do nghệ sĩ Ebbe Sadolin thiết kế và nhà điêu khắc Svend Jespersen làm tại nhà máy gốm sứ Bing & Grøndahl.
Các giải được chia theo các thể loại sau đây:
- Giải Bodil cho phim Đan Mạch hay nhất
- Giải Bodil cho nam diễn viên chính xuất sắc nhất
- Giải Bodil cho nữ diễn viên chính xuất sắc nhất
- Giải Bodil cho nam diễn viên phụ xuất sắc nhất
- Giải Bodil cho nữ diễn viên phụ xuất sắc nhất
- Giải Bodil cho phim Mỹ hay nhất
- Giải Bodil cho phim hay nhất không phải của Mỹ
- Giải Bodil cho phim tài liệu hoặc phim ngắn
- Giải Bodil cho phim châu Âu hay nhất (từ năm 1961 tới năm 2000)
- Giải Bodil cho phim hay nhất không phải của châu Âu (từ năm 1961 tới năm 2000)

Cũng có một giải Bodil cho quay phim và một giải Bodil đặc biệt hoặc Giải Bodil danh dự cho các đóng góp quan trọng trong ngành điện ảnh.